# تیلور ویلیامسون
تیلور ویلیامسون (به انگلیسی: Taylor Williamson) (زاده ۱۹ ژوئیه ۱۹۸۶)، استندآپ کمدین و بازیگر آمریکایی است. وی دارنده مقام دوم فصل هشتم برنامه آمریکا استعداد دارد است.

## فیلم‌شناسی
- Setup, Punch (کوتاه) (۲۰۱۳)
- Listen to Grandpa, Andy Ling (۲۰۱۲)
- Boy Friends (کوتاه) (۲۰۱۱)
- Panman (۲۰۱۱)
- Fifty Funniest Women Alive (۲۰۰۷)